# Digitale Stoppuhr

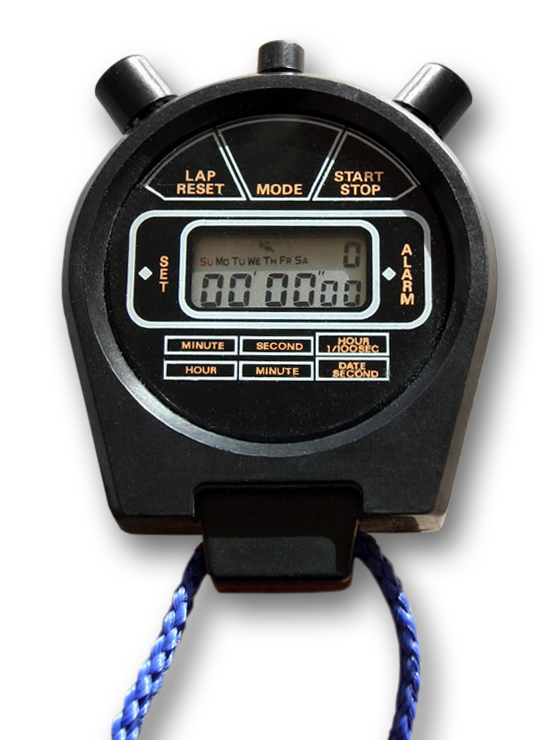
Digitalstoppuhr mit LCD-Anzeige und Wochentag

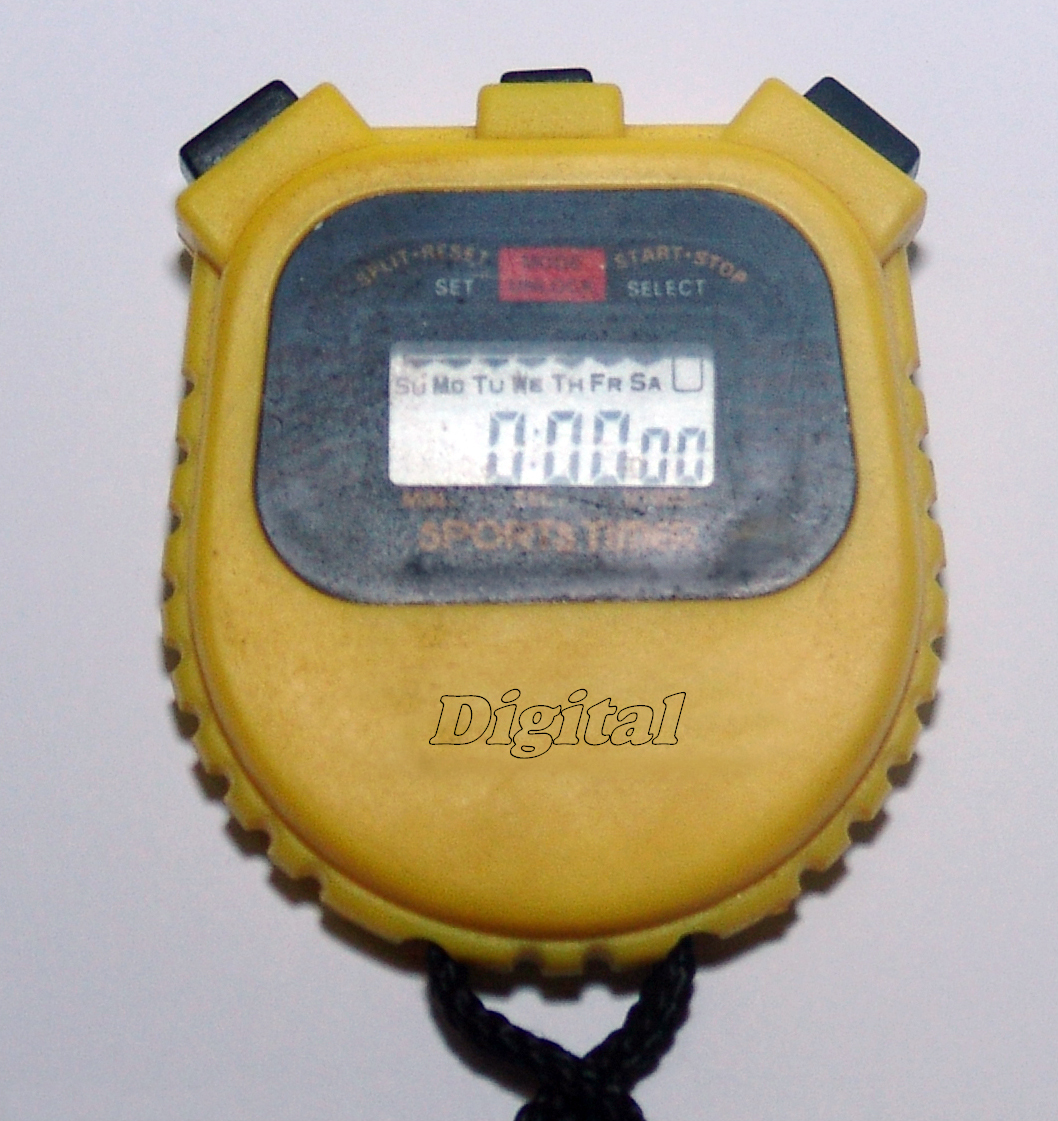
Chronograf von Refon

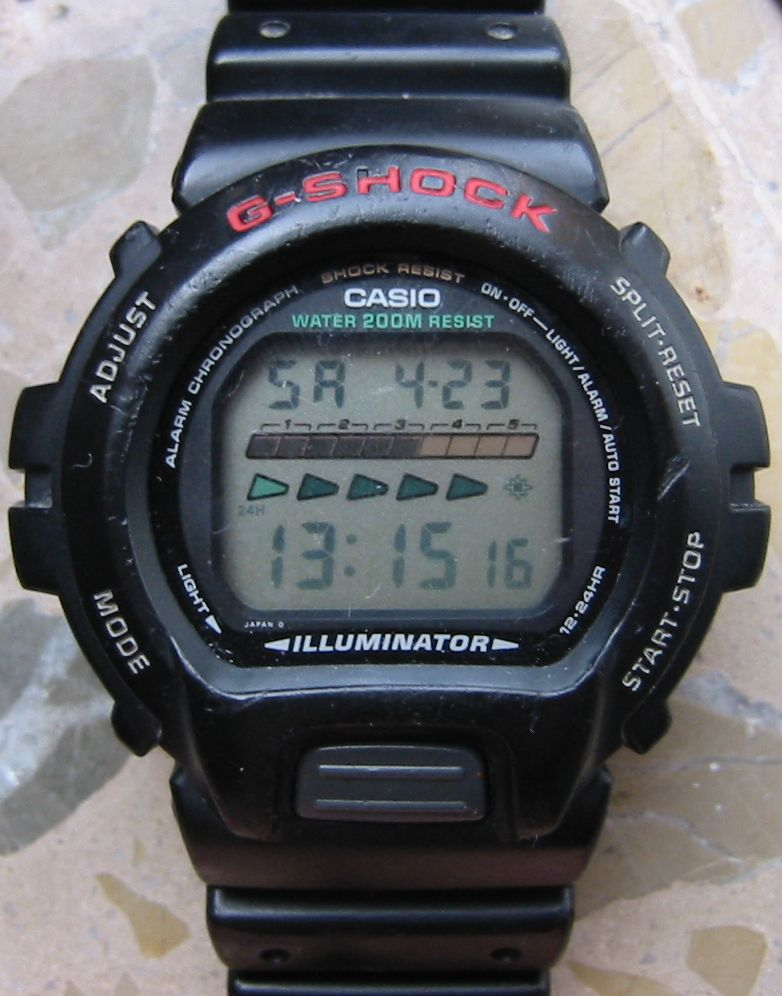
Armbanduhr Casio G-Shock mit Stoppfunktion

Digitale Stoppuhren kamen erstmals um 1970 auf den Markt. Sie wurden vor allem für die Zeitnahme im Sport entwickelt, ersetzten aber infolge ihrer Genauigkeit bald generell die mechanischen Stoppuhren, auch die in der Astrometrie und Geodäsie üblichen, sogenannten Beobachtungsuhren. Die ersten quarzgesteuerten Digitalstoppuhren kosteten einige 100 Dollar, heute je nach Qualität nur mehr zwischen 2 und etwa 200 €.
Die Uhren sind durch einen Quarzoszillator gesteuert und zeigen die Zeit mit Leuchtziffern oder LCD, die meist bis zur Hundertstelsekunde oder Millisekunde (ms) reicht. Die kurzfristige Messgenauigkeit beträgt wenige ms, die längerfristige je nach Qualität und Temperaturempfindlichkeit der Quarzuhr etwa 0,01 bis 0,1 Sekunde pro Stunde.

## Funktionen und Einsatz im Sport
Digitale Stoppuhren bieten gegenüber Analoguhren neben höherer Genauigkeit und rascherer Ablesung den weiteren Vorteil, dass sie sowohl beliebige Zeitpunkte, Einzelzeiten von Ablaufabschnitten (zum Beispiel Rundenzeit) als auch die Gesamtzeit, die seit dem Uhrstart vergangen ist (Fortschrittszeit), anzeigen können. Die drei wichtigsten dieser Stoppfunktionen werden relativ einheitlich als Split, Taylor und Addition bezeichnet.
Bei normaler Anwendung ist wie bei mechanischen Stoppuhren zu bedenken, dass die Reaktionszeit auch geübter Zeitnehmer bei 0,1 bis 0,4 Sekunden liegt (siehe persönliche Gleichung). Wird die Laufzeit eines Sportlers von derselben Person gestoppt, lassen sich aber in der Differenz (Ziel- minus Startzeit) Genauigkeiten unter 0,1s erreichen.
Vor der heute üblichen vollelektronischen Zeitnehmung im Sport wurden die auf der Stoppuhr abgelesenen Werte manuell auf einem Zeitaufnahmebogen notiert. Die endgültige Datenermittlung erfolgte in speziellen Programmen oder durch Tabellenkalkulation. Die manuelle Datenübertragung war allerdings zeitaufwändig und fehleranfällig. Daher wurden verschiedene Digitalstoppuhren mit Schnittstellen für automatischem Datenfluss ausgestattet.

## Anwendung in Wissenschaft, Technik und Arbeitswelt

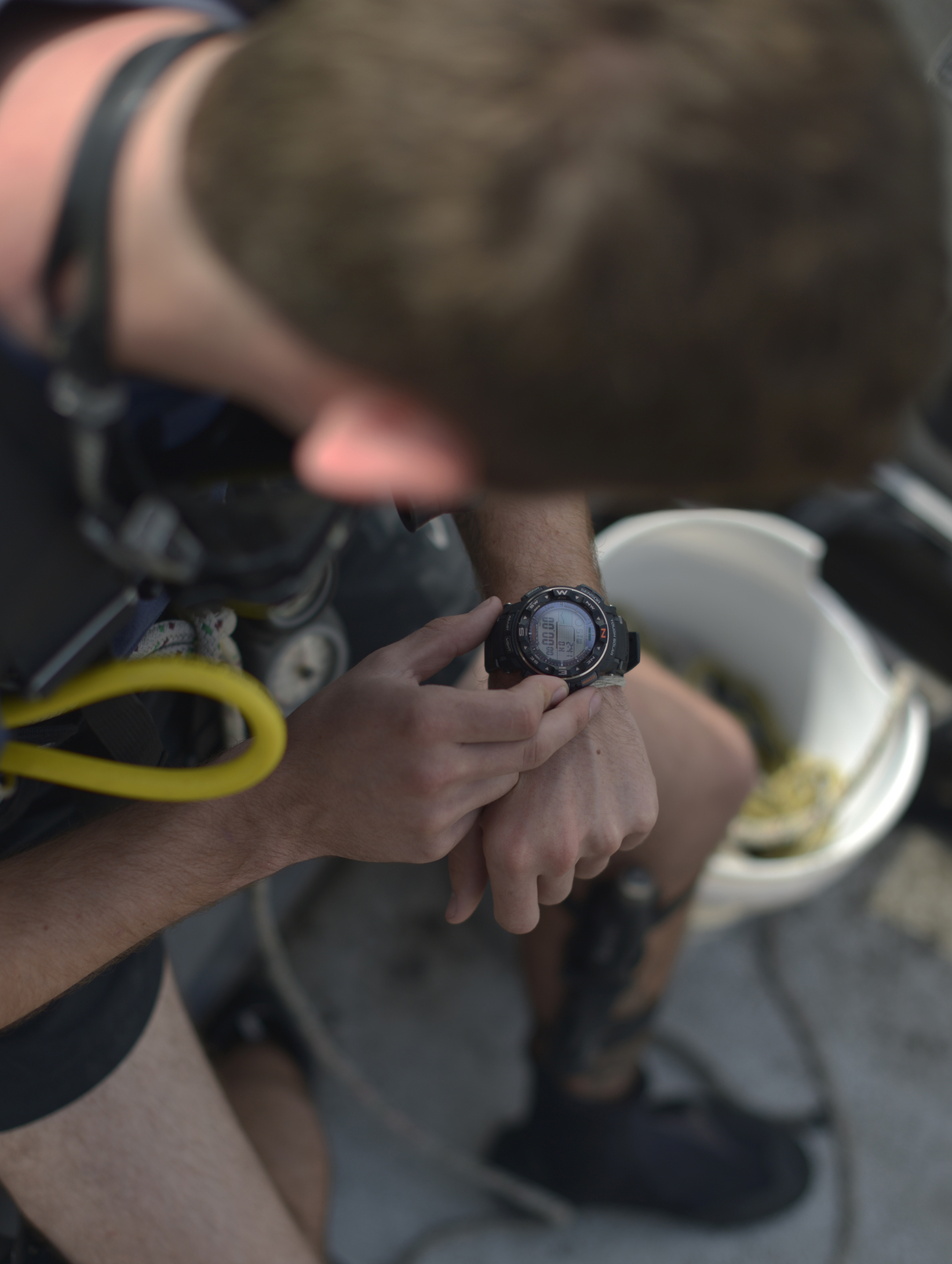
Eine digitale Armbanduhr mit Stoppfunktion im Einsatz bei der United States Navy: Ein Marine-Taucher startet die Zeitmessung für einen Routinetauchgang.

Auch Techniker und Wissenschaftler nutzten bald die Vorzüge der elektronischen Zeitmessung – etwa in Labors und in der Astrogeodäsie, wo sie die oft schweren, fehleranfälligen Schreib- und Druckchronografen ersetzten. Auch die Notwendigkeit eigener Arbeitsuhren entfiel, weil das mitlaufende Display einer Digitalstoppuhr bereits eine genaue Zeitskala darstellt. Neben der besseren Tauglichkeit für Feldarbeiten und sonstigen Außendienst sank auch der Zeitaufwand. Astronomische Messungen für die Geoidbestimmung, die bis 1975 etwa 2–3 Stunden dauerten, ließen sich auf unter 1 Stunde beschleunigen.
In Unternehmen werden Stoppuhren etwa zum Messen der Dauer ganzer Produktionsabläufe bzw. einzelner Arbeitsschritte verwendet.
In der Split-Funktion sind Digitalstoppuhren wie die traditionellen Arbeitsuhren verwendbar, die an eine genaue Hauptuhr oder einen Zeitzeichensender angeschlossen wurden. Dieser Zeitvergleich gelingt manuell-akustisch auf mindestens 0,005 Sekunden, wenn das Klicken der Stopptaste und die Sekundenpunkte des Zeitzeichens etwa gleich lang sind (meist im Millisekunden-Bereich). Mit einem elektronischen Funk- oder Telefonadapter sind im Mittel mehrerer Zeitvergleiche sogar Tausendstelsekunden erreichbar.

## Hersteller
Wichtige europäische Hersteller digitaler Stoppuhren sind die Firmen Hanhart, Heuer und Junghans, weitere u. a. Casio und Seiko. In Taschenrechnern wurden Zeitchips vergleichbarer Genauigkeit ab etwa 1980 eingebaut, was ebenfalls für automatischen Datenfluss nutzbar war. Jedes Smartphone besitzt ebenfalls eine digitale Stoppuhr-Funktion, wobei die erzielbare Genauigkeit durch den Touchscreen geringer ist als bei Uhren mit mechanischen Drückern.